# Mysterien eines Frisiersalons
Pour plus de détails, voir Fiche technique et Distribution.
Mysterien eines Frisiersalons est un film allemand réalisé par Bertolt Brecht et Erich Engel, sorti en 1923.

## Synopsis
Le patron d'un salon de coiffure préfère rester au lit plutôt que de s’occuper de ses clients. Lorsqu’il se décide enfin à se mettre au travail, il utilise un marteau, un ciseau et des pinces pour raser les cheveux de ses clients avant de leur couper la tête.

## Fiche technique
- Titre : Mysterien eines Frisiersalons
- Réalisation : Bertolt Brecht et Erich Engel
- Scénario : Bertolt Brecht, Erich Engel et Karl Valentin
- Pays d'origine : République de Weimar
- Format : Noir et blanc - 1,33:1 - Film muet
- Genre : Comédie
- Durée : 32 minutes
- Date de sortie : 1923

## Distribution
- Blandine Ebinger : la coiffeuse
- Karl Valentin : le compagnon de la coiffeuse
- Erwin Faber : le professeur Moras
- Max Schreck : un client
- Carola Neher : une connaissance du professeur Moras au café